# Las lágrimas del cuchillo
Las lágrimas del cuchillo  (título original en francés,  Les larmes du couteau; en checo, Slzy noze) es una ópera en un acto con música de Bohuslav Martinů, (H. 169), compuesta en 1928 sobre un libreto escrito en francés por Georges Ribemont-Dessaignes.  No fue estrenada en vida del compositor, sino muchos años después, en concreto el 22 de octubre de 1969 en Brno. Tiene una duración aproximada de 26:40. Como otras obras europeas de la época, se vio influida por el jazz estadounidense.

## Grabación
1999: Jiri Belohlávek; Mitglieder der Prager Philharmoniker, Kammerchor. Intérpretes: Hana Jonásová (Eleonora), Lenka Smidová (madre), Roman Janál (Satán). Sello discográfico: Supraphon 3386-2 613 (1 CD 26'33)